# Seznam zápasů československé a japonské hokejové reprezentace
Seznam zápasů československé a japonské hokejové reprezentace uvádí data, výsledky a místa konání vzájemných zápasů hokejových reprezentací Československa a Japonska.

## Lední hokej na olympijských hrách
| Datum utkání | Výsledek | Rok  | Místo     | Branky Československa |
| ------------ | -------- | ---- | --------- | --- |
| 28. 1. 1964  | 17 : 2   | 1964 | Innsbruck | 5x Miroslav Vlach, 3x Jaroslav Walter, 2x Stanislav Prýl, 2x Jaroslav Jiřík, Jiří Dolana, Josef Černý, Rudolf Potsch, Vlastimil Bubník, Jozef Golonka |
| 3. 2. 1972   | 8 : 2    | 1972 | Sapporo   | 3x Ivan Hlinka, 2x Václav Nedomanský, Jiří Kochta, Eduard Novák, František Pospíšil                                                                   |

## Mistrovství světa v ledním hokeji
| Datum utkání | Výsledek | Rok  | Místo  | Branky Československa |
| ------------ | -------- | ---- | ------ | --- |
| 4. 3. 1957   | 25 : 1   | 1957 | Moskva | 4x Václav Pantůček, 3x Miroslav Vlach, 3x František Tikal, 3x Vilém Václav, 3x Ladislav Grabovský, 2x Stanislav Sventek, 2x Miloslav Vinš, 2x Karel Gut, 2x Slavomír Bartoň, Jiří Pokorný |

## Ostatní zápasy
| Datum utkání | Výsledek | Zápas               | Místo      | Branky Československa |
| ------------ | -------- | ------------------- | ---------- | --------------------- |
| 24. 1. 1930  | 12 : 2   | Turnaj              | Davos      |                       |
| 16. 1. 1936  | 7 : 0    | přátelsky           | Praha      |                       |
| 13. 3. 1967  | 13 : 1   | přátelsky           | Gottwaldov |                       |
| 15. 3. 1967  | 17 : 0   | přátelsky           | Vsetín     |                       |
| 23. 5. 1989  | 7 : 1    | Japonský pohár 1989 | Tokio      |                       |
| 26. 5. 1989  | 6 : 3    | Japonský pohár 1989 | Tokio      |                       |

## Celková bilance vzájemných zápasů Československa a Japonska
| Zápasy | Výhry | Remízy | Prohry | Skóre  |
| ------ | ----- | ------ | ------ | ------ |
| 9      | 9     | 0      | 0      | 112:12 |

- pokračuje Seznam zápasů české a japonské hokejové reprezentace